# De Nieuwe Cam

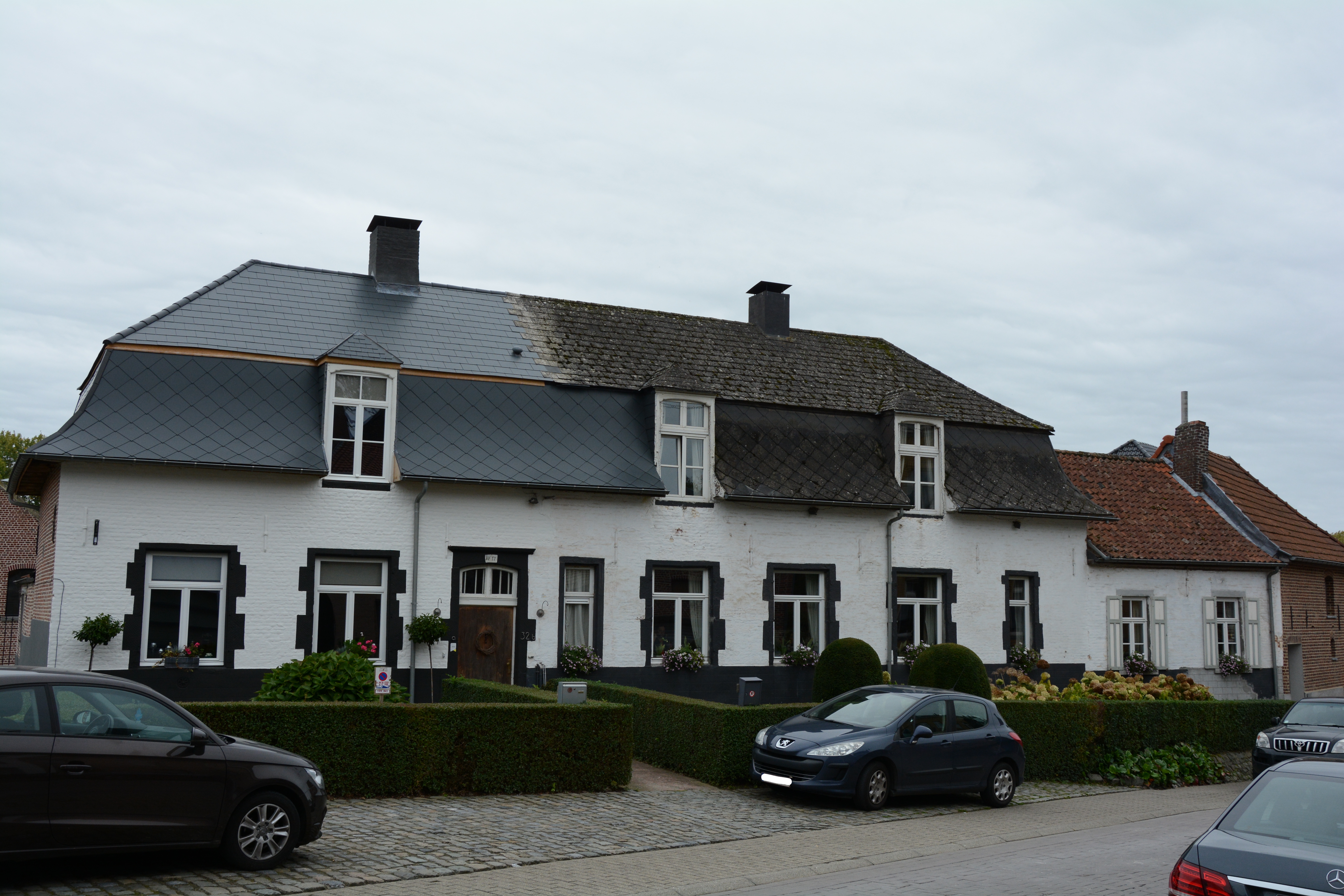
De Nieuwe Cam in Gooik

De Nieuwe Cam (ook geschreven als De Nieuwe Kam) gelegen in de Dorpsstraat is één van de gekendste hoeves in Gooik. Deze voormalige brouwerij dateert van 1711 en werd na de Eerste Wereldoorlog omgebouwd tot boerderij.

## Historiek
Een sluitsteen boven een deurportaal toont de datum 1711. Deze datum komt echter niet overeen met contemporaine documenten over de site die stellen dat er voor 1700 al gebouwen aanwezig waren en het gebouw zelfs pas na 1778 werd geconstrueerd. Verscheidene kaarten documenteren de hoeve al sinds 1725. Op de Ferrariskaart is de site te zien, zij het met enige verschillen in het aantal en de plaatsing van de gebouwen.
Een van de vroege bewoners van de hoeve was Johans Dors, een voormalige procureur. Deze moest omwille van schulden zijn eigendom in Gooik verkopen in de Soevereine Raad.
In 1702 werd het perceel aangekocht door de kapelaan van de parochiale kerk van Gooik, Priester Nicolaus Claes. De schoonfamilie van de broer van de priester, het gezin Claes-Vetstuypens, namen de taak op zich om het domein uit te baten. Deze familie bestond voornamelijk uit landbouwers van de eigen streek die mogelijks al onder Johan Dors actief waren op de hoeve. De priester - Nicolaus Claes zelf - woonde in de kapelaanswoning, schuin tegenover de Nieuwe Cam tot een brand het verwoestte in 1716. Vermoedelijk verhuisde de priester naar de Nieuwe Cam na deze brand en bewoonde de hoeve tot aan zijn dood in 1747, op 100-jarige leeftijd.
Na de dood kwam de hoeve in het bezit van Adriaen van Wilder uit Gooik. Deze man was getrouwd met Carola Claes, de nicht van priester Claes. Van Wilder was eveneens al pachter-huurder van de Oude Cam. In de daaropvolgende jaren zou de Nieuwe Cam gebruikt worden als opslagplaats of boomgaard. In 1781 werd de nieuwe eigenaar van de Nieuwe Cam Jan-Frans Walravens, familie van de voornoemde van Wilder. Er werd in deze periode eveneens het woonhuis aan de straatkant gebouwd rond 1778.
Nazaten van Walravens startten een brouwerij op de site. Bewijs hiervan is te vinden in een document van het Franse Bewind dat attesten verleende aan onder andere deze industrieën. De brouwerij was in het begin enkel een bierbrouwerij, en pas later een stokerij. Pas vanaf 1806 wordt de eigenaar vermeld als stoker.

## Brouwerij
Bouwplannen voor de brouwerij zijn niet bewaard maar de locatie van de bouwersactiviteiten waren waarschijnlijk in de langschuur, een bakstenen gebouw, waar stookketels geplaatst konden worden. Verder kan opgemerkt worden dat de brouwactiviteit niet op grote industriële schaal plaatsvond maar in het kader van landbouw-vee-exploitatie gebruikt werd. Zo was de productie beperkt in tijd en werd de mout hergebruikt als veevoeder. De vaten bier werden opgeslagen in een kelderruimte samen met de andere landbouwproducten die de landbouwers oogstten.
In 1903 werd De Nieuwe Cam samen met andere goeden onderverdeeld na de dood van de toenmalige eigenaar. De nieuwe eigenaar werd Karel Walravens en de brouwerij zou tussen 1900 en 1903 operationeel geworden zijn. Op de site werden Lambiek, Faro en Geuze gebrouwd en gestoken. De brouwerij zou echter al tijdens de Eerste Wereldoorlog opgedoekt worden wanneer het Duitse leger de koperen ketels van de brouwerij kwam opeisen. Hierdoor trachtte Walravens over te schakelen op een handel in steenkool. In 1926 zou het pand verkocht worden en raakte het brouwerijgebouw in ongebruik. De nieuwe eigenaars keerden terug naar een in hoofdzaak landbouw georiënteerde onderneming.